# Indigó (növénynemzetség)
Az indigó vagy indigócserje (Indigofera) a pillangósvirágúak családjába tartozó nemzetség, melybe mintegy 700 növényfaj tartozik. A fajok trópusi és szubtrópusi területeken, főleg Afrikában honosak. Előfordulnak közöttük évelő lágyszárúak, cserjék és fatermetűek is. Jól ismert képviselőjük a festő indigó (Indigofera tinctoria), melyből kék indigófestéket állítottak elő.

## Megjelenésük
Az indigófajok levelei jellemzően szárnyasan összetettek, vagyis minden levelük levélkékből áll. Virágaik hosszú fürt- vagy füzérvirágzatot alkotnak, s legtöbbször rózsaszínűek vagy lilás árnyalatúak. Terméseik kis méretű hüvelytermések.
Egyes fajoknál a levelek azonban tövisekké vagy fillódiumokká módosultak, s csupán a fiatal növényeken észlelhetők a szokványos levéllemezek. Északkelet-Afrika és az Arab-félsziget sivatagjaiban élő indigófajok (például az Indigofera spinosa) tövises cserjék, a Dél-Afrikában honos Indigofera filifolia levelei pedig fillódiumokká alakultak (a levélnyél kiszélesedett a levéllemez rovására).

## Fajok
A nemzetségbe nagyjából 700 faj tartozik. A lista nem teljes.
- Indigofera adenocarpa
- Indigofera adenoides
- Indigofera alopecuroides
- Indigofera alpina
- Indigofera allternans
- Indigofera amblyantha
- Indigofera argentea
- Indigofera angustata
- Indigofera angustifolia
- Indigofera antunesiana
- Indigofera aquae-nitensis
- Indigofera arenophila
- Indigofera argentea
- Indigofera arrecta
- Indigofera articulata
- Indigofera aspalathoides
- Indigofera asperan
- Indigofera asperifolia
- Indigofera astragalina
- Indigofera atriceps
- Indigofera atropurpurea
- Indigofera auricoma
- Indigofera australis
- Indigofera bainesii
- Indigofera boviperda
- Indigofera brachynema
- Indigofera brachyodon
- Indigofera brachystachya
- Indigofera brevicalyx
- Indigofera brevidens
- Indigofera brevipes
- Indigofera bungeana
- Indigofera burchellii
- Indigofera candicans
- Indigofera candolleana
- Indigofera capillaris
- Indigofera carlesii
- Indigofera caroliniana
- Indigofera cassioides
- Indigofera cecili
- Indigofera charlierana
- Indigofera chuniana
- Indigofera circinella
- Indigofera circinnata
- Indigofera colutea
- Indigofera comosa
- Indigofera cooperi
- Indigofera cordifolia
- Indigofera cryptantha
- Indigofera cuneata
- Indigofera cuneifolia
- Indigofera cylindracea
- Indigofera cylindrica
- Indigofera cytisoides
- Indigofera daleoides
- Indigofera decora
- Indigofera delagoaensis
- Indigofera demissa
- Indigofera dendroides
- Indigofera denudata
- Indigofera dielsiana
- Indigofera digitata
- Indigofera dimidiata
- Indigofera diphylla
- Indigofera disjuncta
- Indigofera dosua
- Indigofera dregeana
- Indigofera dyeri
- Indigofera egens
- Indigofera emarginella
- Indigofera erecta
- Indigofera eriocarpa
- Indigofera erythrogramma
- Indigofera evansiana
- Indigofera eylesiana
- Indigofera fanshawei
- Indigofera filicaulis
- Indigofera filifolia
- Indigofera filiformis
- Indigofera filipes
- Indigofera flabellata
- Indigofera flavicans
- Indigofera foliosa
- Indigofera fortunei
- Indigofera frutescens
- Indigofera fulvopilosa
- Indigofera gairdnerae
- Indigofera galegoides
- Indigofera garckeana
- Indigofera glandulosa
- Indigofera glaucescens
- Indigofera glomerata
- Indigofera goetzei
- Indigofera griseoides
- Indigofera hamiltonii
- Indigofera hebepetala
- Indigofera hedyantha
- Indigofera hendecaphylla
- Indigofera heterantha
- Indigofera heterophylla
- Indigofera heterotricha
- Indigofera heudelotii
- Indigofera hewittii
- Indigofera hilaris
- Indigofera himalayensis
- Indigofera hirsuta
- Indigofera hispida
- Indigofera hochstetteri
- Indigofera holubii
- Indigofera humifusa
- Indigofera ichangensis
- Indigofera incana
- Indigofera ingrata
- Indigofera inhambanensis
- Indigofera kirilowii
- Indigofera langebergensis
- Indigofera laxeracemosa
- Indigofera lespedezioides
- Indigofera leucotricha
- Indigofera lindheimeriana
- Indigofera linifolia
- Indigofera linnaei
- Indigofera litoralis
- Indigofera livingstoniana
- Indigofera longebarbata
- Indigofera longepedicellata
- Indigofera longeracemosa
- Indigofera lupatana
- Indigofera lyallii
- Indigofera macrophylla
- Indigofera maritima
- Indigofera marmorata
- Indigofera mauritanica
- Indigofera melanadenia
- Indigofera meyeriana
- Indigofera microcarpa
- Indigofera mimosoides
- Indigofera miniata
- Indigofera mischocarpa
- Indigofera mollicoma
- Indigofera monantha
- Indigofera montana
- Indigofera nebrowniana
- Indigofera nephrocarpoides
- Indigofera nigrescens
- Indigofera nigromontana
- Indigofera nummulariifolia
- Indigofera oblongifolia
- Indigofera omissa
- Indigofera ormocarpoides
- Indigofera ovata
- Indigofera oxalidea
- Indigofera oxytropis
- Indigofera oxytropoides
- Indigofera paniculata
- Indigofera parkesii
- Indigofera parodiana
- Indigofera pascuorum
- Indigofera pendula
- Indigofera pilosa
- Indigofera podophylla
- Indigofera poliotes
- Indigofera pongolana
- Indigofera porrecta
- Indigofera potaninii
- Indigofera pratensis
- Indigofera praticola
- Indigofera pretoriana
- Indigofera procumbens
- Indigofera prostrata
- Indigofera pseudotinctoria
- Indigofera psoraloides
- Indigofera pulchra
- Indigofera purpurea
- Indigofera rautanenii
- Indigofera reducta
- Indigofera rehmannii
- Indigofera reticulata
- Indigofera rhynchocarpa
- Indigofera rhytidocarpa
- Indigofera ripae
- Indigofera rostrata
- Indigofera rothii
- Indigofera sabulicola
- Indigofera sanguinea
- Indigofera saxicola
- Indigofera schimperi
- Indigofera schinzii
- Indigofera secundiflora
- Indigofera semitrijuga
- Indigofera senegalensis
- Indigofera sessiliflora
- Indigofera sessilifolia
- Indigofera setiflora
- Indigofera simplicifolia
- Indigofera sokotrana
- Indigofera sordida
- Indigofera sphaerocarpa
- Indigofera spicata
- Indigofera splendens
- Indigofera stachyoides
- Indigofera stenophylla
- Indigofera strobilifera
- Indigofera suaveolens
- Indigofera subcorymbosa
- Indigofera subulifera
- Indigofera suffruticosa
- Indigofera sulcata
- Indigofera swaziensis
- Indigofera tenuis
- Indigofera tenuissima
- Indigofera tinctoria
- Indigofera tomentosa
- Indigofera torulosa
- Indigofera trifoliata
- Indigofera tristis
- Indigofera tristoides
- Indigofera trita
- Indigofera velutina
- Indigofera vicioides
- Indigofera viscidissima
- Indigofera vohemarensis
- Indigofera volkensii
- Indigofera wildiana
- Indigofera williamsonii
- Indigofera woodii
- Indigofera zeyheri
- Indigofera zollingeriana